# Мирово (област Стара Загора)
 За другите български села с това име вижте Мирово.  
Мирово е село в Южна България. То се намира в община Братя Даскалови, област Стара Загора.

## География
Село Мирово е на 15 км от град Чирпан, на 10 км от град Първомай, на 36 км от град Пловдив и град Асеновград.

## История
От исторически и археологични изследвания се знае, че околностите на селото са обитавани от най-стари времена. В този край са живели нашите предци траките. Антични автори свидетелстват за голям брой тракийски племена, населяващи земите ни още през второто хилядолетие преди новата ера от Хемус до Стара планина и Цариград. Появата на турците на Балканския полуостров и завладяването му от тях има фатални последици за балканските народи и за българите. Заради плодородните си земи Тракия е една от първите, които попада под турска власт. През 1364 г. Османската империя завзема градовете Стара загора и Одрин, а през 1371 г. и други градове в тракийската равнина. По това време при неописуема жестокост са завладени пловдивска Тракия и Чирпански район. Поробителите грабят и избиват мирното население. Събират данъци в предплата половин година напред, ограбват бостани, лозя и градини, изсичат плодни дървета за огрев. В резултат на това нашите прадеди целогодишно са гладували. Предполага се, че по това време в горите и около тях са създадени селищата от чирпанския район, в това число и село Мирово. Първото име на село Мирово е „Секбат“, което значи „сеймен“ (военизирани пазачи на важни пътни артерии в империята) (по данни на Народната библиотека „св. св. Кирил и методий“). Първото съобщение за селото под името „Секбат“ датира от 1489 г. или от 1522 г., когато се предполага, че на плодородните полета край р. Марица и южно от римския път се заселват първите жители на селото. За основатели на селото се смятат двама братя турци – Шафлу ага и Мечоолу, които си създават чифлици на мястото на днешното село Мирово. Около тях се заселват няколко български семейства, работници в чифлиците. По-късно те наемат земи от турските чифлици и си построяват къщи. Първите български семейства, заселени около чифлиците, поставили основата на сегашното село Мирово са: Начеви, Чобанминеви, Топалови, Гюзелеви, Джамбазови и др., а първите заселници на село Секбат са дошли от сегашните села Ахматово, Татарево, Дебър, Виница, Пъстрово и др. Поробеният български народ е вярвал, че рано или късно ще се освободи от османска власт. Много преди Освобождението в района на село Мирово с бродели хайдути. Сборището им било около Поповия кладенец. Независимо от робската си орисия населението е подпомагало хайдутите. Поради проявеното голямо недоволство от жителите на селото към владичеството, потисниците се озлобяват и решават да извършат потурчването им. Намесата на първенците и българските чорбаджии от района чрез големи подкупи са склонили турските башибозуци да се откажат от намерението си. Тези събития се развиват само две години преди Освобождението на България.
През 1875 г. в Старозагорското въстание взема участие Рашко Стоянов Рашков – жител на селото, който след потушаването на въстанието преминава в Румъния, а в освободителната руско-турска война (1877 – 1878) участва като опълченец в боевете на връх Шипка. След Освобождението се завръща в родното си село, където живее до края на живота си. По времето на владичеството, а и след това село Мирово се е казвало Сеймен. През 1906 г. с указ 462 от 21.X селото е преименувано на село Стражар, а през 1951 г. с указ №344 от 29.ІV – на Мирово.

### От Освобождението до наши дни
След освобождението турците напускат земите на село Мирово и продават имотите си на български чорбаджии – заможните родове Чобонминеви, Джамбазови, Начеви и др., които закупуват значителни по размери турски земи и на практика заместват турските феодали. Скотовъдците от село Мирово са известни на панаирите в Чирпан, Узунджово, Първомай и Асеновград. Мировци се славят с прекрасно отгледани коне, говеда и овце, а стремежът на населението е да имат повече земя и животни.

## Личности
През 1875 г. в Старозагорското въстание взема участие Рашко Стоянов Рашков – жител на селото, който след потушаването на въстанието преминава в Румъния, а в Освободителната Руско – Турска война (1877 – 1878) участвал като опълченец в боевете на връх Шипка.

## Културни и природни забележителности
Паметник в признателност на загиналите във войните жители на селото.

## Обществени институции
Обществените институции на територията на Мирово са Народно читалище „отец Паисий“. Читалището е основано през 1916 г. Негови основатели са: Христо Георгиев, Никола Илиев Джамбазов, учителят Атанас Вънчев и др. Читалището остава огнище на културна дейност. През 1932 г.се поставя началото на библиотеката към читалището, а в периода 1954 – 1960 г. се изгражда в центъра на селото най-голямата сграда – читалищния дом, библиотека, канцеларии.
През 1880 г. се открива първото училище в селото. През 1925 г. се открива първи прогимназиален клас. Първият учител в селото е Трендафил Георгиев, местен жител, който учителствува сам от 1880 г. до 1909 г. След земетресението през 1928 г. в селото се построява ново училище „Цар Борис“, което през 1945 г. е преименувано на „д-р Петър Берон“.

## Редовни събития
Всяка година в селото на 24 май се провежда традиционен събор.